# De rerum natura

De rerum natura, 1570

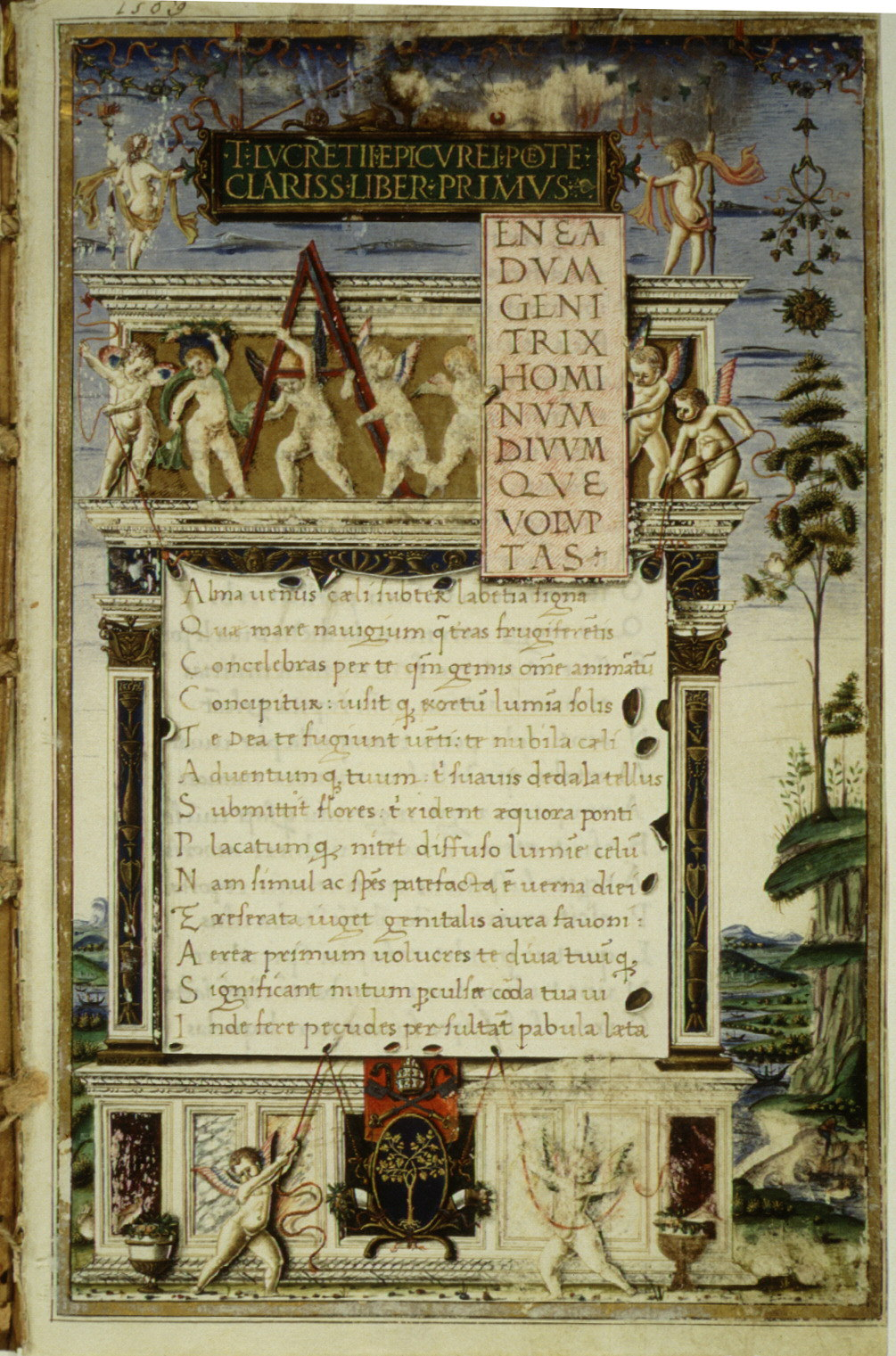
De rerum natura, kopia z roku 1483 zrobiona przez augustyńskiego mnicha (Girolamo di Matteo de Tauris) dla papieża Sykstusa IV.

De rerum natura (łac. „O naturze rzeczy”) – poemat z I wieku p.n.e., napisany heksametrem przez rzymskiego filozofa i poetę Lukrecjusza. Zawiera wykład filozofii epikurejskiej (atomizm, psychologia, fizyka).

## Manuskrypt i recepcja
De rerum natura to jedyne znane dzieło Lukrecjusza. Obejmuje ok. 7400 wersów w sześciu niezatytułowanych księgach. Poemat dedykowany jest Gajuszowi Memmiuszowi. 
De rerum natura pozostawało w zapomnieniu przez szereg stuleci. Manuskrypt odnalazł przypadkowo sekretarz papieski Gianfrancesco Poggio Bracciolini w styczniu 1417 roku. Znalezisko Bracioliniego nie zachowało się, ale istnieje kopia Niccolò Niccoliego, przyjaciela Bracioliniego (obecnie w Biblioteca Medicea Laurenziana, Florencja).
Molier dokonał tłumaczenia poematu wierszem, które nie zachowało się. Jefferson był właścicielem przynajmniej pięciu łacińskich edycji, jak również autorem tłumaczeń na angielski, włoski i francuski. Próby Montaigne'a zawierają prawie 100 cytatów z tego poematu. W Dziadach Mickiewicza diabeł nosi imię m.in. Lukrecy.
Obecnie dzieło to odbierane jest jako zawierające „uderzająco współczesne rozumienie świata” i postulowane jako będące jednym z impulsów nadających kierunek rozwoju od Renesansu do czasów obecnych.

## Główne tezy[1]
- chaotycznie poruszające się atomy, kolizje, powstawanie połączeń i złożonych struktur
- ciągła zmiana: tworzenie i niszczenie
- natura ciągle eksperymentuje, my jesteśmy tylko jednym z nieprzeliczalnych rezultatów
- przyszłość nie jest jednoznacznie określona przez sytuacje obecną
- nie ma ucieczki od tego procesu
- nieskończony Wszechświat, nieskończona liczba atomów w przestrzeni
- jesteśmy zbudowani z tej samej materii co gwiazdy, oceany i wszystkie inne rzeczy
- nie ma życia po śmierci
- nie ma żadnego boskiego czy inteligentnego architekta, stworzyciela, czy wielkiego planu
- nie należy żyć w strachu przed bogami, tylko szukać przyjemności i piękna, a unikać przykrości
- wszystko co widzimy, włączając nas, wyewoluowało z tego ruchu odbywającego się w ogromnej skali czasowej
- ewolucją rządzi przypadek
- ewolucja odbywa się poprzez selekcję naturalną, tzn. te gatunki trwają, które są lepiej przystosowane do przeżycia i rozmnażania
- istniały inne gatunki, ale wyginęły; człowiek jako gatunek również wymrze
- nic nie będzie trwać wiecznie (z wyjątkiem atomów), Słońce też kiedyś zgaśnie
- tylko atomy są nieśmiertelne
- absurdem jest myśleć, że ziemia lub jej mieszkańcy zajmują jakieś uprzywilejowane miejsce we Wszechświecie
- nie ma żadnych powodów do wyróżnienia ludzi spośród innych zwierząt
- śmierć jest dla nas niczym

## Polskie przekłady (pierwsze wydania)
- O rzeczywistości ksiąg sześć. Adam Krokiewicz (tłum. i oprac.). Lwów: Księgarnia Polska B. Połonieckiego, 1923, s. 212, seria: Biblioteka Filozoficzna (seria 2, t. I). (przekład prozą; wznowiony w 1958 roku i następnie w 2003 roku w serii „Arcydzieła Wielkich Myślicieli” wydawnictwa DeAgostini-Altaya)
- O naturze wszechrzeczy. Edward Szymański (tłum.), Kazimierz Leśniak (oprac.). Warszawa: Państwowe Wydawnictwo Naukowe, 1957, s. 429, seria: Biblioteka Klastków Filozofii. (przekład wierszem, oparty na tłumaczeniu Krokiewicza)
- O naturze rzeczy. Grzegorz Żurek (tłum. i oprac.). Warszawa: Państwowy Instytut Wydawniczy, 1994, s. 298, seria: Bibliotheca Mundi. ISBN 83-06-02280-7. (wybór; przekład wierszem; wybór z powyższego wyboru – ok. 25% całości oryginału[2] – został wydany rok później przez Ludową Spółdzielnię Wydawniczą, Warszawa 1995, ISBN 83-205-4472-6, 200 stron)